# Дитрих, Чарльз Генри
Чарльз Ге́нри Ди́трих (англ. Charles Henry Dietrich; 25 августа 1858 — 25 апреля 1920) — американский политик, сенатор, 11-й губернатор Небраски.

## Биография
Чарльз Дитрих родился в городе Орора, Иллинойс, в семье выходцев из Германии Леонарда и Вильгельмины Дитрих. Он учился в государственной школе, но в 12 лет оставил учёбу. Во время путешествия по Миссури, Южной Дакоте и Техасу он перебивался случайными заработками. В конце концов Дитрих осел в Хейстингсе, Небраска, где основал Немецкий национальный банк. Он занимал пост президента банка с 1887 по 1905 год, а также был президентом Хейстингской биржи.
В 1900 году Дитрих был избран губернатором Небраски, и занимал эту должность с 3 января по 1 мая 1901 года. Он подал в отставку с поста губернатора после победы на выборах в Сенат США. Дитрих был членом сенатского комитета по расследованию военных преступлений во время Филиппино-американской войны.
Дитрих вышел в отставку в 1905 году и покинул политику. Он умер 10 апреля 1924 года, и был похоронен на кладбище Парквью в Хейстингсе.
Дитрих был женат дважды: в 1878 году он женился на Элизабет Слейкер (1853—1887), а в 13 июня 1908 года — Маргаретте Шоу Стюарт (1881—1969). У него была одна дочь Гертруда.